# Bogdănești (Traian), Bacău
Bogdănești este un sat în comuna Traian din județul Bacău, Moldova, România. La recensământul din 2002 avea o populație de 573 locuitori.